# Eutrema salsugineum
Eutrema salsugineum là một loài thực vật có hoa trong họ Cải. Loài này được (Pall.) Al-Shehbaz & Warwick mô tả khoa học đầu tiên năm 2005.